# Lena Öhrsvik
Lena Marianne Öhrsvik, född 8 januari 1944 i Södra Möckleby församling i Kalmar län, död 7 augusti 2016 i Borgholm, var en svensk kurator och socialdemokratisk politiker, som mellan 1976 och 1994 var riksdagsledamot för Kalmar läns valkrets.